# Gameis
Els gameis (o amines, o gains) són els membres d'un grup ètnic que viuen majoritàriament a la zona d'Accra i zones de la Regió Oriental i la Regió de Volta de Ghana a Ghana. També hi ha minories de gameis a Togo i Benín. Els gameis o ga (gã) són molt propers als adangmes (adangbe) o dangmes, els seus veïns a l'est. La seva llengua materna és el ga. Hi ha entre 600.000 i 840.000 gameis. El codi ètnic dels gameis és NAB59f i el seu ID de grup ètnic és 11786.

## Història
Els pobles gã es van organitzar en sis ciutats independents (Accra abans Nkran, Osu, Labadi, Teshie, Nungua i Tema). Cada ciutat tenia un tamboret, que va servir com l'objecte central del ritual i la màgia de guerra. Accra es va convertir en la més destacada ciutats dels gã i avui dia és la capital de Ghana. El poble dels gã o gameis eren originalment agricultors, però avui dia la pesca i el comerç dels béns importats són les principals ocupacions. El comerç està generalment en mans de les dones, i un marit no té control sobre els diners de la seva esposa. La successió en la majoria dels càrrecs ocupats per dones i l'herència de la propietat de les dones són per descendència matrilineal. L'herència d'altres béns i la successió de càrrecs públics exercits per homes és per descendència patrilineal. Els homes del llinatge conviuen en una casa dels homes, mentre que les dones, fins i tot després del matrimoni, viuen amb les seves mares i els nens, en la casa de les dones. Cada poble gã té una sèrie de diferents cultes i molts déus, i hi ha una sèrie de festivals anuals de la ciutat.
Els adangmes o dangmes ocupen la zona costanera de Ghana des de Kpone a Ada, al riu Volta, amb l'oceà Atlàntic al Sud al llarg del golf de Guinea i l'interior al llarg del riu Volta. El poble adangme inclou als ada, kpong, krobo, ningo, osuduku, prampram i shai, tots parlants de la llengua adangbe de la branca kwa de la família Níger-Congo d'idiomes. El poble dangme tenen més població que els pobles gã o gameis. Al voltant del 70% de la Regió de Gran Accra és propietat de persones dangme dels Districtes Dangme West i Dangme East de Ghana. També, a la Regió Oriental i a la del Volta, al voltant del 15% de les terres pertanyen al poble dangme. Aquí es troben principalment en els Districtes Manya Krobo i Yilo Krobo de la Regió Oriental, a l'àrea Agotime de la regió del Volta i a l'àrea Adangbe a la part sud de Togo.
Cada ciutat estat va tenir els seus reis. Sobretot a Accra, aleshores anomenada Nkra (Formiga) es van establir els portuguesos i més tard holandesos, suecs, danesos i britànics, i fou un punt de comerç on també es va construir algun fort. Els reis Aixanti tenien als reis gã com tributaris i quan els holandesos van abandonar Accra i la van cedir als britànics, van envair la regió, el que va portar a la guerra Angloaixanti que va aniquilar el poder d'aquest regne (1874). Accra va ser inclosa a la colònia de la Costa d'Or i convertida en la capital al lloc de Cape Coast. El regne gã de Nkran va quedar com un regne tradicional que encara existeix. Vegeu Nkran.

## Territori i pobles veïns
Segons l'ethnologue, el territori ga està ciutat d'Accra i els seus voltants. Segons el joshuaproject, també hi ha minories gameis a la Regió Volta, a Togo i a Benín.
Segons el mapa lingüístic de Ghana de l'ethnologue, el territori ga està situat a la ciutat d'Accra i els seus voltants. Al sud limiten amb l'oceà Atlàntic, a l'oest limiten amb els àkans i els awutus; al nord limiten amb els àkans i els lartehs; i a l'est limiten amb els dangmes.

## Llengües
La llengua materna dels gameis és el ga. A més a més, també parlen l'anglès, la llengua oficial de Ghana.

## Religió
Segons el joshuaproject el 92% dels gameis ghanians són cristians, el 3% es declaren no religiosos, el 3% creuen en religions africanes tradicionals i el 2% són musulmans. La meitat dels gameis cristians pertanyen a esglésies independents, el 30% són protestants i el 20% són catòlics. El 23% dels gameis cristians pertanyen al moviment evangelista. El 70% dels gameis togolesos són cristians, el 27% creuen en religions africanes tradicionals i el 2% són musulmans. El 60% dels gameis togolesos cristians pertanyen a esglésies independents, el 30% són protestants i el 10% són catòlics. El 70% dels gameis beninesos són cristians, el 25% creuen en religions africanes tradicionals i el 5% es consideren no religiosos. El 65% dels gameis beninesos cristians són catòlics, el 20% són protestants i el 12% pertanyen a esglésies independents.
Segons l'ethnologue, els gameis creuen en religions africanes tradicionals.

## Personalitat notables
- Saka Acquaye (nascut el 1923) : pintor, escultor, mestre, director artístic, dramaturg i músic.
- Enoch Akpor Mensah (né en 1929) professor, director artístic, dramaturg i músic.
- Mustapha Tettey Addy (né en 1942) : percussionista tradicional.
- Obo Addy (nascut en 1936) : percussionista
- Yacub Addy (nascut en 1931) : Percussionista
- Reverend Peter E. Adotey Addo ; poeta
- Harry Aikines-Aryeetey (nascut el 1988) : atleta
- Nii Amugi II, (nascut el 1940) : chef tradicional
- Eric Adjetey Anang (nascut en 1985) : escultor
- Joseph Arthur Ankrah (nascut en 1915) : segon cap d'estat de Ghana
- Ayi Kwei Armah (nascut en 1939), escriptor
- Marcel Desailly[7] (nascut 1968) : futbolista
- Kofi Ghanaba (nascut Warren Gamaliel Akwei; alias Guy Warren en 1923), percussionista, compositor i creador de l'Afro-Jazz que va treballar amb Thelonious Monk, Lester Young et Charlie Parker
- Robert Kotei (nascut el 1935) Cap de les forces armades entre 1978 i 1979
- E.T. Mensah[8] (1919 - 1996) : músic
- John Mensah[9] (nascut el 1982) : futbolista
- Pops Mensah-Bonsu (nascut el 1983 à Londres) : jugador de bàsquet
- Peter Mensah, nascut Enzo Patnogon (nascut el 1970): actor
- Azumah "The Professor" Nelson (nascut el 1958) : boxejador
- Nii Amaa Ollennu (nascut el 1906) : antic cap d'estat interí de Ghana
- Clement Quartey (nascut el 1938) : boxejador
- Ike "Bazooka" Quartey (nascut el 1969) : boxejador
- Paul Sackey[10] (nascut el 1979) : jugador de rubgy.
- Ben Tackie[11](nascut el 1973) : boxejador
- Honourable Peter Ala Adjetey (nascut el 1931) : segon Speaker de Parlement du Ghana en la Quarta República.
- Ataa Oko Addo, Artista, escultor i pintor (1919-2012)
- Kudjoe Affutu, Artista
- Paa Joe, Artista